# HMS Thames (1758)
Pour les autres navires du même nom, voir HMS Thames.
Le HMS Thames est une frégate de cinquième rang de classe Richmond (en) portant 32 canons lancée en 1758 par la Royal Navy. Elle prend part à plusieurs conflits avant d'être capturée par les Français en 1793. Elle entre en service dans la marine française sous le nom de Tamise avant d'être recapturée en 1796. Elle reprend du service dans la marine britannique avant d'être démolie en 1803.